# Thomas Gayford
Thomas Franklin „Tom” Gayford  (ur. 21 listopada 1928 w Toronto) – kanadyjski jeździec sportowy. Złoty medalista olimpijski z Meksyku. 
Specjalizował się w WKKW i skokach przez przeszkody. Brał udział w trzech igrzyskach (IO 52, IO 60, IO 68. W 1959 zwyciężył w igrzyskach panamerykańskich (WKKW – drużyna), a w 1971 w drużynowym konkursie skoków. W 1968 po złoto sięgnął w drużynie w skokach, jadąc na koniu Big Dee. Wspólnie z nim startowali Jim Elder oraz Jim Day.